# Andrzej Trzaskowski Quintet (album)
The Andrzej Trzaskowski Quintet – album polskiego pianisty jazzowego Andrzeja Trzaskowskiego, nagrany z prowadzonym przez niego zespołem – The Andrzej Trzaskowski Quintet. Płyta ukazała się jako vol. 4 serii Polish Jazz.
Album nagrany został w Warszawie w styczniu i lutym 1965. Wszystkie utwory zamieszczone na płycie to kompozycje lidera – Andrzeja Trzaskowskiego. Utwór „Sinobrody” powstał dla potrzeb filmu Walkower Jerzego Skolimowskiego. LP został wydany w 1965 przez Polskie Nagrania „Muza” w wersji monofonicznej XL 0258 (matryce M-3 XW-515, M-3 XW-516). Reedycja na CD ukazała się w 2005 (PRCD 536) jako wynik współpracy Polskiego Radia i Polskich Nagrań Muza.

## Lista utworów
Strona A
| 1. | „Requiem dla Scotta La Faro”                | 2:45  |
|    |                                             |       |
| 2. | „Synopsis”                                  | 18:05 |
|    | - Expression I - Expression II - Impression |       |
| 3. | „Ballada z silverowską kadencją”            | 1:40  |
|    |                                             |       |
|    |                                             | 22:30 |
|    |                                             |       |
Strona B
| 4. | „Sinobrody”                  | 10:15 |
|    |                              |       |
| 5. | „Postscriptum”               | 2:40  |
|    |                              |       |
| 6. | „Wariacje na temat „Chmiela” | 11:00 |
|    |                              |       |
|    |                              | 23:55 |
|    |                              |       |

## Muzycy
- Tomasz Stańko – trąbka
- Janusz Muniak – saksofon altowy, saksofon sopranowy
- Andrzej Trzaskowski – fortepian
- Jacek Ostaszewski – kontrabas
- Adam Jędrzejowski – perkusja

## Informacje uzupełniające
- Inżynier dźwięku – Halina Jastrzębska
- Omówienie płyty (tekst na okładce) – Adam Stawiński